# (4213) Njord
(4213) Njord est un astéroïde de la ceinture principale.

## Description
(4213) Njord est un astéroïde de la ceinture principale. Il fut découvert le 25 septembre 1987 à Brorfelde par Poul Jensen. Il présente une orbite caractérisée par un demi-grand axe de 2,39 UA, une excentricité de 0,08 et une inclinaison de 3,4° par rapport à l'écliptique.

## Compléments